# 山本泉二
山本 泉二（やまもと せんじ、1946年4月14日 - ）は、日本の実業家。ソニーコミュニケーションネットワーク代表取締役社長、インターネットイニシアティブ（IIJ）取締役副社長などを歴任。

## 経歴
- 福岡県出身
- 福岡県立修猷館高等学校、京都大学理学部数学科卒業[1]
- 1970年4月 - ソニー入社
- 1998年1月 - ソニーコミュニケーションネットワーク（現・ソネット）代表取締役社長就任
- 2000年6月 - 同社代表取締役兼執行役員社長（CEO）就任
- 2005年10月 - アイアイジェイテクノロジー取締役就任
- 2006年4月 - アイアイジェイフィナンシャルシステムズ取締役就任
- 2006年6月 - インターネットイニシアティブ取締役就任
- 2006年6月 - アイアイジェイテクノロジー代表取締役副会長就任
- 2006年6月 - アイアイジェイフィナンシャルシステムズ代表取締役社長就任
- 2010年4月 - インターネットイニシアティブ取締役副社長就任
- 2010年9月 - IIJグローバルソリューションズ代表取締役会長就任
- 2014年6月 - 同社取締役相談役就任

## エピソード
ディー・エヌ・エー創業者であり代表取締役社長を務めた南場智子は、マッキンゼー・アンド・カンパニー・インク・ジャパン社員であった時、経営コンサルタントとして、当時ソニーコミュニケーションネットワーク社長であった山本泉二にネットオークション事業を強く勧めたところ、山本から「それほど熱く語るなら、自分でやったらどうですか」と言われ、その瞬間にディー・エヌ・エー設立を思い立ったと語っている。